# Поправка Бонферроні
У статистиці поправка Бонферроні є методом корекції результатів тесту під час множинних порівнянь.

## Історія
Метод названий на честь нерівностей Бонферроні. Розширення методу на довірчі інтервали було запропоновано Олівією Джин Данн.
Під час проведення статистичного тесту дослідник або приймає або відхиляє нульову гіпотезу. Якщо імовірність отримати такі або ще більш відмінні різниці висока, то ми відхиляємо нульову гіпотезу. У статистиці нульова гіпотеза відхиляється якщо отримане у результаті тесту р-значення менше за становлений рівень значущості {\displaystyle \alpha }, і отримані результати тесту вважаються значущими.
Якщо перевіряється кілька гіпотез, збільшується імовірність того, що якась группа данних, яка походить з єдиної генеральної совокупності, буде значимо відрізнятись, а отже, збільшується ймовірність неправильного відхилення нульової гіпотези (тобто, допущення помилки першого типу).
Поправка Бонферроні компенсує збільшення цієї імовірності коригуючи рівень значущості: {\displaystyle \alpha /m}, де {\displaystyle \alpha } є бажаним загальним альфа-рівнем і {\displaystyle m} — кількість гіпотез. Наприклад, якщо під час множинного теступання ми хочемо порівняти між собою 20 груп {\displaystyle m=20} з бажаним рівнем значущості {\displaystyle \alpha =0.05}, тоді поправка Бонферроні перевірить кожну окрему гіпотезу на {\displaystyle \alpha =0.05/20=0.0025}. Таким чином, аби результат тесту вважався значущим, отримане p-значення має бути мешним за {\displaystyle 0.0025}.
Подібним чином рівень значущості має коригуватися при побудові кількох довірчих інтервалів.

## Визначення
Нехай {\displaystyle H_{1},\ldots ,H_{m}} є сімейством гіпотез, де {\displaystyle p_{1},\ldots ,p_{m}} є їхні відповідні p-значення, а {\displaystyle m} — кількість нульових гіпотез, і нехай {\displaystyle m_{0}} буде кількістю істинних нульових гіпотез (остання кількість є невідома досліднику). Групова ймовірність помилки першого роду (англ. family-wise error rate (FWER)) — це ймовірність відхилення принаймні одної істинно вірної нульової гупотези {\displaystyle H_{i}}. Тобто ймовірність помилки першого типу . Згідно із поправкою Бонферроні, нульова гіпотеза відхиляється для кожного {\displaystyle p_{i}\leq {\frac {\alpha }{m}}}, тим самим контролюючи FWER на рівні {\displaystyle \leq \alpha } . Доказ цього контролю випливає з нерівності Буля наступним чином:
{\displaystyle {\text{FWER}}=P\left\{\bigcup _{i=1}^{m_{0}}\left(p_{i}\leq {\frac {\alpha }{m}}\right)\right\}\leq \sum _{i=1}^{m_{0}}\left\{P\left(p_{i}\leq {\frac {\alpha }{m}}\right)\right\}=m_{0}{\frac {\alpha }{m}}\leq \alpha .}
Ця корекція не потребує жодних припущень щодо незалежності p-значень або щодо кількості істинних нульових гіпотез.

### Довірчі інтервали
Процедура, запропонована Данн, може бути використана для коригування довірчих інтервалів. При побудові {\displaystyle m} довірчих інтервалів з рівнем довіри {\displaystyle 1-\alpha }, новий рівень довіри має бути скоригований наступним чином: {\displaystyle 1-{\frac {\alpha }{m}}} .

## Альтернативні методи
Існують і інші способи контролювати помилку першого типу. Наприклад, метод Холма–Бонферроні та корекція Шидака вважаються більш потужними процедурами, ніж корекція Бонферроні.

## Критика
Поправка Бонферроні вважається доволі консервативною при контролюванні імовірності допущення помилки першого типу під час множинних порівнянь. Коли кількість порівнюванних груп {\displaystyle m} велика, рівень значущості {\displaystyle \alpha } знижується пропорційно кількості груп. Тим самим зменшуючи імовірність отримати значущий результат статистичного тесту.
Таким чином, збільшується ймовірність отримати хибні негативні результати, що веде до зниження статистичної потужності отриманих результатів.